# جشنواره بین‌المللی فیلم لاس پالماس
جشنوارهٔ بین‌المللی فیلم لاس پالماس، با عنوانِ کاملِ جشنوارهٔ بین‌المللی فیلم لاس پالماس در گران کاناریا (اسپانیایی: Festival Internacional de Cine de Las Palmas de Gran Canaria‎) نام یک جشنوارهٔ بین‌المللی فیلم است که هر سال در شهر لاس پالماس واقع در جزیرهٔ گران کاناریا از مجمع‌الجزایر قناری برگزار می‌شود.
این جشنواره در سال ۲۰۰۰ میلادی بنیان نهاده شد.